# Garry Rodrigues
Garry Rodrigues (Roterdã, 27 de novembro de 1990) é um futebolista profissional neerlandês naturalizado cabo-verdiano que atua como ponta esquerda. Atualmente, joga no Ankaragücü.

## Carreira
Garry Rodrigues representou o elenco da Seleção Cabo-Verdiana de Futebol no Campeonato Africano das Nações de 2015.